# Liptovská Porúbka
Liptovská Porúbka (in ungherese Kisporuba) è un comune della Slovacchia facente parte del distretto di Liptovský Mikuláš, nella regione di Žilina.

## Storia
Nelle cronologie storiche, il villaggio è stato citato per la prima volta nel 1379.

### Simboli
Nello stemma di Liptovská Porúbka sono raffigurati i santi apostoli Simone con la sega e Giuda Taddeo con l'ascia. Secondo gli Atti di Simone e Giuda, un apocrifo del Nuovo Testamento, avrebbero predicato in Mesopotamia e Persia. Attributo di san Simone è una sega poiché secondo la tradizione fu martirizzato con questo strumento.